# Bert Bevers

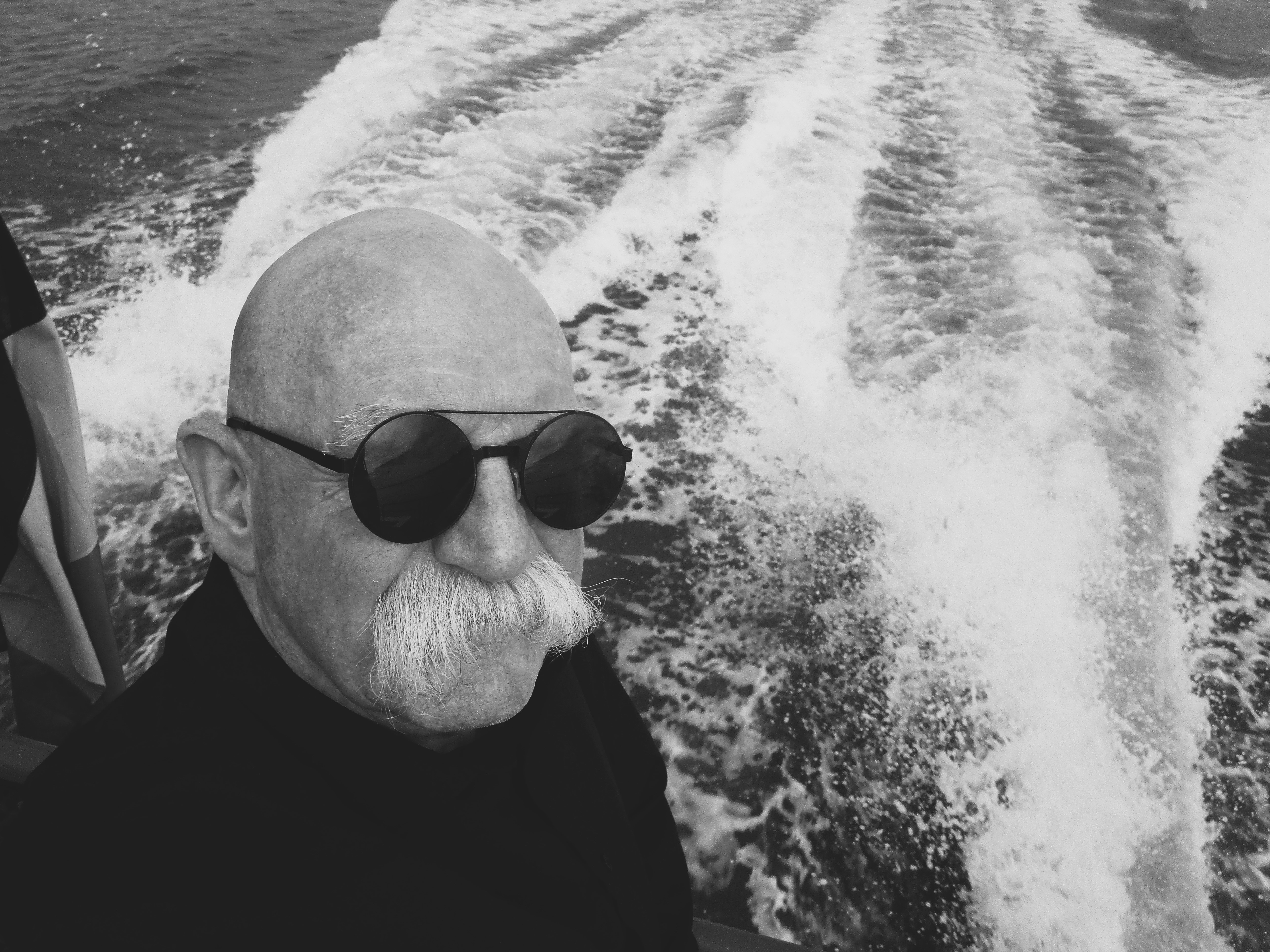
Bert Bevers

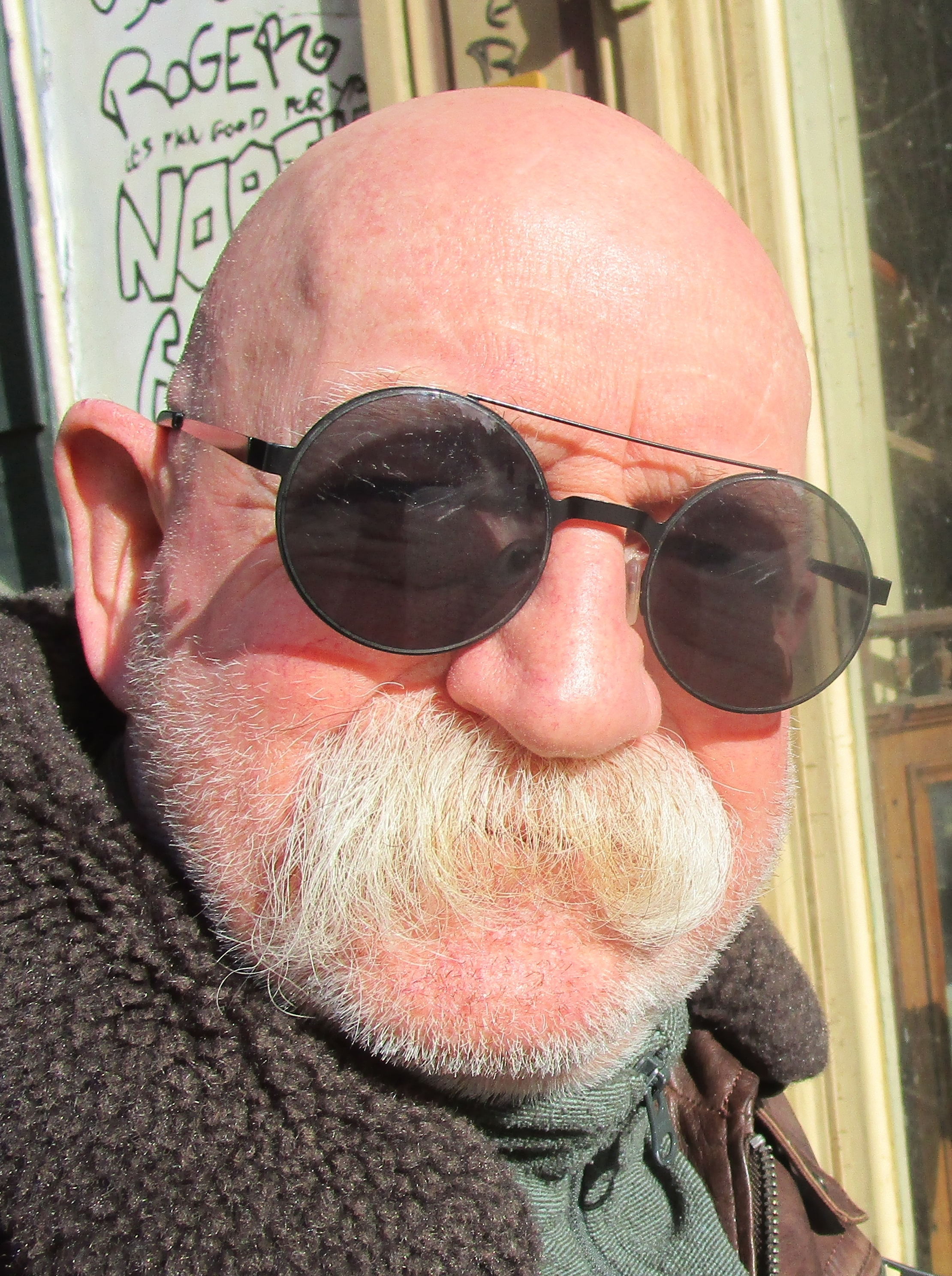
Bert Bevers

Bert Bevers (Bergen op Zoom, 17 november 1954) is een Nederlands dichter en beeldend kunstenaar. Hij woont al jaren in Antwerpen.
Hij was een van de stichters van de poëzie-uitgeverij WEL, en gaf in Antwerpen het tijdschrift voor poëzie De Houten Gong uit. Hij publiceerde bundels als Prachtig Beheersen, Ware Grootte, Afglans, In de buurt van de wereld, Onaangepaste tijden, Uit de herinneringen van een souffleur en Lambertus van Sint-Omaars beschrijft de wereld. In 2018 verscheen de bundel Nederzettingen en in 2023 Bedekte termen. Bevers onderhoudt verschillende blogs.
Bevers stelt regelmatig bloemlezingen samen, en is medewerker van onder meer de Nederlandse Poëzie Encyclopedie, het Nederlandse Fleurs du mal, de Belgische Mededelingen van het Centrum voor Documentatie & Reëvaluatie en van het Zuid-Afrikaanse Versindaba. De dichter is lid van de raad van bestuur van de Vereniging van Vlaamse Letterkundigen en lector van Uitgeverij Kleinood & Grootzeer.
In 1999 ontving hij de Sakkoprijs. Hij werd genomineerd voor de Schrijversprijs der Brabantse Letteren (2003) en de Poëzieprijs Merendree (2007).